# Helge Ljungberg
Helge David Ljungberg, född den 25 november 1904 i Enköping, död den 24 november 1983 i Stockholm, var en svensk religionshistoriker och biskop i Stockholms stift.

## Biografi
Ljungberg var son till kontraktsprosten David Ljungberg och Hilda Jansson och  bror till politikern Blenda Ljungberg. Han blev teologie doktor i Uppsala 1938 på en avhandling om religionsskiftet i Norden mellan norrön religion och kristendomen. Ljungberg räknades som specialist på den förkristna religionen i Sverige och utgav 1980 den populärt hållna boken Röde Orm och Vite Krist. Han var docent i religionshistoria med religionspsykologi vid Uppsala universitet 1938–1950.
Ljungberg blev 1939 litteraturchef på Svenska kyrkans diakonistyrelses bokförlag. Han blev komminister i Oscars församling i Stockholm 1947 och kyrkoherde i Engelbrekts församling 1950 och också fältprost samma år och till 1954 då han utsågs till biskop i Stockholms stift. Han innehade detta ämbete till 1971 och 1960 förrättade han den första prästvigningen av en kvinna i Svenska kyrkan. Han blev ledamot av Kungliga Vetenskapssamhället i Uppsala 1958 och var preses i Samfundet Pro Fide et Christianismo 1974–1983. Han var redaktör för tidskriften Vår lösen 1941–1951. Ljungberg är begravd på Danderyds kyrkogård.